# شان اومالی
شان اومالی یا شان اوملی (انگلیسی: Sean O'Malley؛ زادهٔ ۲۴ اکتبر ۱۹۹۴) ورزشکار هنرهای رزمی ترکیبی اهل ایالات متحده آمریکا است. وی از سال ۲۰۱۳ میلادی تاکنون مشغول فعالیت بوده‌است. اومالی قهرمان سابق دسته خروس‌وزن سازمان یواف‌سی می‌باشد.